# 青浦教案
青浦教案（せいほきょうあん）は、1848年に江蘇省松江府青浦県で発生した教案（反キリスト教事件）。
3月8日、イギリスのロンドン伝道会の宣教師であるウォルター・ヘンリー・メドハースト、ウィリアム・ロックハート、ウィリアム・ミュアーヘッドらが規定に違反して、青浦県で布教活動を行い住民とトラブルになった。補償のために上海道台麟桂とイギリス領事ラザフォード・オールコックとの間で協議が行われ、11月27日に協定が成立した。内容は上海のイギリス租界の西の境界を泥城浜（現在の西蔵中路）に移すもので、これによりイギリス租界は2800畝拡大された。
この事件は近代中国で最初の教案であった。